# Calliptamus barbarus
Calliptamus barbarus es un insecto descrito por primera vez por O. G. Costa en 1836. La especie está incluida en el género Calliptamus, en la familia de los saltamontes.

## Subespecies
La especie se divide en las siguientes subespecies:
- C. b. cephalotes
- C. b. barbarus
- C. b. palaestinensis